# خلوق بيراقدار
خلوق بيراقدار هو الرئيس التنفيذي لشركة بايكار للدفاع والطيران (بالتركية: Baykar Savunma)‏ وهو عضو في مجلس البحوث العلمية والتكنولوجية التركي (TUBITAK)، ورئيس «فريق التكنولوجيا التركي» (T3) ويشغل أيضًا منصب رئيس مجلس الإدارة في كتلة جمعية الدفاع والفضاء والطيران بإسطنبول (بالتركية: SAHA İstanbul)‏.

## الحياة
درس بيراقدار الهندسة صناعية في جامعة الشرق الأوسط التقنية (ODTU) و تخرج منها في عام 2000، ثم حصل على شهادة الماجستير من جامعة كولومبيا في عام 2002. وعاد بيراقدار إلى تركيا بعد الانتهاء دراسته في الولايات المتحدة. وبدأ في شغل مناصب إدارية مختلفة داخل شركة بايكار للدفاع والطيران العائلية. بالإضافة إلى حياته المهنية، يواصل خلوق بيراقدار مسيرته الأكاديمية من خلال اجتياز الدكتوراه، التي بدأها في جامعة بوغازجي في عام 2004. علاوة على ذلك، عُيين بيراقدار عضوًا في مجلس إدارة TUBITAK بموجب المرسوم الرئاسي الصادر في نوفمبر 2018.

## المسؤولية الاجتماعية
سعى خلوق بيراقدار جاهدة لنشر الحملة الوطنية للتكنولوجيا  في العديد من المؤسسات والمنظمات حيث له مناصب مختلفة. وفي هذا الصدد، ترأس بيراقدار  منصب رئيس مجلس الإدارة في فريق التكنولوجيا التركي" (T3)، في الوقت نفسه، عمل على ضمان وصول العلم إلى كل شريحة من خلال القيام بدور نشط في ورش عمل جرِّب-إفعل (Try-Do) للمؤسسة. تحدث بيراقدار عن فوائد التصنيع المحلي لنظام بيئي تجاري سيتم إنشاؤه باستخدام قوة عاملة مؤهلة في ندوات وبرامج مختلفة.
من ناحية أخرى، كان بيراقدار أحد أكثر الناس نشاطا في القطاع الخاص  من النضال في تركيا ضد فيروس كورونا المستجد (كوفيد-19) الذي  بدأ في ديسمبر 2019. وبناء على ذلك، دعا مجموعة SAHA إسطنبول، التي ترأسها مجلس الإدارة، للمشاركة في مكافحة الوباء. من ناحية أخرى، عمل بيراقدار يعمل مع  بايكار للدفاع التي تعد أحد المكونات المهمة لتعبئة إنتاج أجهزة التنفس الصناعي المحلية وأصحاب المصلحة الآخرين في الصناعة المحلية على المساهمة في إنتاج هذا الجهاز في المنشآت الوطنية.